# Popis vrsta roda Dioscorea
Popis vrsta roda Dioscorea
1. Dioscorea abysmophila Maguire & Steyerm.
2. Dioscorea abyssinica Hochst. ex Kunth
3. Dioscorea acanthogene Rusby
4. Dioscorea acerifolia Phil.
5. Dioscorea acuminata Baker
6. Dioscorea adenantha Uline
7. Dioscorea aesculifolia R.Knuth
8. Dioscorea aguilarii Standl. & Steyerm.
9. Dioscorea alainii Raz
10. Dioscorea alata L.
11. Dioscorea alatipes Burkill & H.Perrier
12. Dioscorea althaeoides R.Knuth
13. Dioscorea amaranthoides C.Presl
14. Dioscorea amazonum Mart. ex Griseb.
15. Dioscorea amoena R.Knuth
16. Dioscorea analalavensis Jum. & H.Perrier
17. Dioscorea ancachsensis R.Knuth
18. Dioscorea andina Phil.
19. Dioscorea andromedusae O.Téllez
20. Dioscorea anomala Griseb.
21. Dioscorea antaly Jum. & H.Perrier
22. Dioscorea antucoana Uline ex R.Knuth
23. Dioscorea arachidna Prain & Burkill
24. Dioscorea araucana Phil.
25. Dioscorea arcuatinervis Hochr.
26. Dioscorea argyrogyna Uline ex R.Knuth
27. Dioscorea arifolia C.Presl
28. Dioscorea aristolochiifolia Poepp.
29. Dioscorea asclepiadea Prain & Burkill
30. Dioscorea aspera Humb. & Bonpl. ex Willd.
31. Dioscorea aspersa Prain & Burkill
32. Dioscorea asperula Pedralli
33. Dioscorea asteriscus Burkill
34. Dioscorea atrescens R.Knuth
35. Dioscorea auriculata Poepp.
36. Dioscorea bahiensis R.Knuth
37. Dioscorea bako Wilkin
38. Dioscorea balcanica Košanin
39. Dioscorea bancana Prain & Burkill
40. Dioscorea banzhuana S.J.Pei & C.T.Ting
41. Dioscorea baracoensis (R.Knuth) Raz
42. Dioscorea bartlettii C.V.Morton
43. Dioscorea basiclavicaulis Rizzini & A.Mattos
44. Dioscorea baya De Wild.
45. Dioscorea beecheyi R.Knuth
46. Dioscorea belophylla (Prain) Voigt ex Haines
47. Dioscorea bemandry Jum. & H.Perrier
48. Dioscorea bemarivensis Jum. & H.Perrier
49. Dioscorea benthamii Prain & Burkill
50. Dioscorea berenicea McVaugh
51. Dioscorea bermejensis R.Knuth
52. Dioscorea bernoulliana Prain & Burkill
53. Dioscorea besseriana Kunth
54. Dioscorea beyrichii R.Knuth
55. Dioscorea bicolor Prain & Burkill
56. Dioscorea biformifolia S.J.Pei & C.T.Ting
57. Dioscorea biloba (Phil.) Caddick & Wilkin
58. Dioscorea biplicata R.Knuth
59. Dioscorea birmanica Prain & Burkill
60. Dioscorea birschelii Harms ex R.Knuth
61. Dioscorea blumei Prain & Burkill
62. Dioscorea bolivarensis Steyerm.
63. Dioscorea bonii Prain & Burkill
64. Dioscorea bosseri Haigh & Wilkin
65. Dioscorea brachybotrya Poepp.
66. Dioscorea brachystachya Phil.
67. Dioscorea bradei R.Knuth
68. Dioscorea brandisii Prain & Burkill
69. Dioscorea brevipetiolata Prain & Burkill
70. Dioscorea bridgesii Griseb. ex Kunth
71. Dioscorea brownii Schinz
72. Dioscorea bryoniifolia Poepp.
73. Dioscorea buchananii Benth.
74. Dioscorea buckleyana Wilkin
75. Dioscorea bulbifera L.
76. Dioscorea bulbotricha Hand.-Mazz.
77. Dioscorea burchellii Baker
78. Dioscorea burkilliana J.Miège
79. Dioscorea cachipuertensis Ayala
80. Dioscorea calcicola Prain & Burkill
81. Dioscorea caldasensis R.Knuth
82. Dioscorea calderillensis R.Knuth
83. Dioscorea callacatensis R.Knuth
84. Dioscorea cambodiana Prain & Burkill
85. Dioscorea campanulata Uline ex R.Knuth
86. Dioscorea campestris Griseb.
87. Dioscorea campos-portoi R.Knuth
88. Dioscorea carionis Prain & Burkill
89. Dioscorea carpomaculata O.Téllez & B.G.Schub.
90. Dioscorea castilloniana Hauman
91. Dioscorea catharinensis R.Knuth
92. Dioscorea caucasica Lipsky
93. Dioscorea caucensis R.Knuth
94. Dioscorea cayenensis Lam.
95. Dioscorea cephalocarpa (Uline ex R.Knuth) Raz
96. Dioscorea ceratandra Uline ex R.Knuth
97. Dioscorea chagllaensis R.Knuth
98. Dioscorea chancayensis R.Knuth
99. Dioscorea chaponensis R.Knuth
100. Dioscorea chiapasensis Matuda
101. Dioscorea chimborazensis R.Knuth
102. Dioscorea chingii Prain & Burkill
103. Dioscorea chondrocarpa Griseb.
104. Dioscorea choriandra Uline ex R.Knuth
105. Dioscorea chouardii Gaussen
106. Dioscorea cienegensis R.Knuth
107. Dioscorea cinnamomifolia Hook.
108. Dioscorea cirrhosa Lour.
109. Dioscorea cissophylla Phil.
110. Dioscorea claessensii De Wild.
111. Dioscorea claussenii Uline ex R.Knuth
112. Dioscorea claytonii Ayala
113. Dioscorea cochleariapiculata De Wild.
114. Dioscorea collettii Hook.f.
115. Dioscorea communis (L.) Caddick & Wilkin
116. Dioscorea commutata R.Knuth
117. Dioscorea comorensis R.Knuth
118. Dioscorea compacta D.Araújo
119. Dioscorea composita Hemsl.
120. Dioscorea contracta R.Knuth
121. Dioscorea convolvulacea Schltdl. & Cham.
122. Dioscorea conzattii R.Knuth
123. Dioscorea cordata (L.) Raz
124. Dioscorea cordifolia Laness.
125. Dioscorea coreana (Prain & Burkill) R.Knuth
126. Dioscorea coriacea Humb. & Bonpl. ex Willd.
127. Dioscorea coronata Hauman
128. Dioscorea cotinifolia Kunth
129. Dioscorea craibiana Prain & Burkill
130. Dioscorea crateriflora R.Knuth
131. Dioscorea crotalariifolia Uline
132. Dioscorea cruzensis R.Knuth
133. Dioscorea cubensis R.Knuth
134. Dioscorea cumingii Prain & Burkill
135. Dioscorea curitybensis R.Knuth
136. Dioscorea cuspidata Humb. & Bonpl. ex Willd.
137. Dioscorea cuyabensis R.Knuth
138. Dioscorea cyanisticta J.D.Sm.
139. Dioscorea cymosula Hemsl.
140. Dioscorea cyphocarpa C.B.Rob. ex Knuth
141. Dioscorea daunea Prain & Burkill
142. Dioscorea davidsei O.Téllez
143. Dioscorea debilis Uline ex R.Knuth
144. Dioscorea decaryana H.Perrier
145. Dioscorea decipiens Hook.f.
146. Dioscorea decorticans C.Presl
147. Dioscorea deflexa Griseb.
148. Dioscorea delavayi Franch.
149. Dioscorea delicata R.Knuth
150. Dioscorea deltoidea Wall. ex Griseb.
151. Dioscorea demourae Uline ex R.Knuth
152. Dioscorea dendrotricha Uline
153. Dioscorea densiflora Hemsl.
154. Dioscorea depauperata Prain & Burkill
155. Dioscorea diamantinensis R.Knuth
156. Dioscorea dicranandra Donn.Sm.
157. Dioscorea dielsii R.Knuth
158. Dioscorea dissimulans Prain & Burkill
159. Dioscorea divaricata Blanco
160. Dioscorea diversifolia Griseb.
161. Dioscorea dodecaneura Vell.
162. Dioscorea dregeana (Kunth) T.Durand & Schinz
163. Dioscorea dugesii C.B.Rob.
164. Dioscorea dumetorum (Kunth) Pax
165. Dioscorea dumetosa Uline ex R.Knuth
166. Dioscorea elegans Ridl. ex Prain & Burkill
167. Dioscorea elephantipes (L'Hér.) Engl.
168. Dioscorea entomophila Hauman
169. Dioscorea epistephioides Taub.
170. Dioscorea escuintlensis Matuda
171. Dioscorea esculenta (Lour.) Burkill
172. Dioscorea esquirolii Prain & Burkill
173. Dioscorea exalata C.T.Ting & M.C.Chang
174. Dioscorea fandra H.Perrier
175. Dioscorea fasciculocongesta (Sosa & B.G.Schub.) O.Téllez
176. Dioscorea fastigiata Gay
177. Dioscorea fendleri R.Knuth
178. Dioscorea ferreyrae Ayala
179. Dioscorea filiformis Blume
180. Dioscorea flabellifolia Prain & Burkill
181. Dioscorea flabellispina R.Couto & J.M.A.Braga
182. Dioscorea flaccida R.Knuth
183. Dioscorea floribunda M.Martens & Galeotti
184. Dioscorea floridana Bartlett
185. Dioscorea fodinarum Kunth
186. Dioscorea fordii Prain & Burkill
187. Dioscorea formosana R.Knuth
188. Dioscorea fractiflexa R.Knuth
189. Dioscorea fuliginosa R.Knuth
190. Dioscorea furcata Griseb.
191. Dioscorea futschauensis Uline ex R.Knuth
192. Dioscorea galeottiana Kunth
193. Dioscorea galiiflora R.Knuth
194. Dioscorea gallegosi Matuda
195. Dioscorea garrettii Prain & Burkill
196. Dioscorea gaumeri R.Knuth
197. Dioscorea gentryi O.Téllez
198. Dioscorea gillettii Milne-Redh.
199. Dioscorea glabra Roxb.
200. Dioscorea glandulosa (Griseb.) Klotzsch ex Kunth
201. Dioscorea glauca Rusby
202. Dioscorea glomerulata Hauman
203. Dioscorea gomez-pompae O.Téllez
204. Dioscorea gracilicaulis R.Knuth
205. Dioscorea gracilipes Prain & Burkill
206. Dioscorea gracilis Hook. ex Poepp.
207. Dioscorea gracillima Miq.
208. Dioscorea grandiflora Mart. ex Griseb.
209. Dioscorea grandis R.Knuth
210. Dioscorea grata Prain & Burkill
211. Dioscorea gribinguiensis Baudon
212. Dioscorea grisebachii Kunth
213. Dioscorea guerrerensis R.Knuth
214. Dioscorea guianensis R.Knuth
215. Dioscorea haenkeana C.Presl
216. Dioscorea haitiensis R.Knuth
217. Dioscorea hamiltonii Hook.f.
218. Dioscorea hassleriana Chodat
219. Dioscorea hastata Mill.
220. Dioscorea hastatissima Rusby
221. Dioscorea hastifolia Nees
222. Dioscorea hastiformis R.Knuth
223. Dioscorea haumanii Xifreda
224. Dioscorea havilandii Prain & Burkill
225. Dioscorea hebridensis R.Knuth
226. Dioscorea hemicrypta Burkill
227. Dioscorea hemsleyi Prain & Burkill
228. Dioscorea heptaneura Vell.
229. Dioscorea herbert-smithii Rusby
230. Dioscorea heteropoda Baker
231. Dioscorea hexagona Baker
232. Dioscorea hieronymi Uline ex R.Knuth
233. Dioscorea hintonii R.Knuth
234. Dioscorea hirtiflora Benth.
235. Dioscorea hispida Dennst.
236. Dioscorea holmioidea Maury
237. Dioscorea hombuka H.Perrier
238. Dioscorea hondurensis R.Knuth
239. Dioscorea howardiana O.Téllez, B.G.Schub. & Geeta
240. Dioscorea humifusa Poepp.
241. Dioscorea humilis Bertero ex Colla
242. Dioscorea hunzikeri Xifreda
243. Dioscorea hurteri R.Hills & Wilkin
244. Dioscorea hyalinomarginata Raz
245. Dioscorea igualamontana Matuda
246. Dioscorea incayensis R.Knuth
247. Dioscorea inopinata Prain & Burkill
248. Dioscorea insignis C.V.Morton & B.G.Schub.
249. Dioscorea intermedia Thwaites
250. Dioscorea introrsa Raz
251. Dioscorea ionophylla Uline ex R.Knuth
252. Dioscorea iquitosensis R.Knuth
253. Dioscorea irodensis Wilkin, Rajaonah & Randriamb.
254. Dioscorea irupanensis R.Knuth
255. Dioscorea itapirensis R.Knuth
256. Dioscorea itatiensis R.Knuth
257. Dioscorea izuensis Akahori
258. Dioscorea jaliscana S.Watson
259. Dioscorea jamesonii R.Knuth
260. Dioscorea japonica Thunb.
261. Dioscorea javariensis Ayala
262. Dioscorea juxtlahuacensis (O.Téllez & Dávila) Caddick & Wilkin
263. Dioscorea kalkapershadii Prain & Burkill
264. Dioscorea kamoonensis Kunth
265. Dioscorea keduensis Burkill ex Backer
266. Dioscorea kerrii Prain & Burkill
267. Dioscorea killipii R.Knuth
268. Dioscorea kimiae Wilkin
269. Dioscorea kingii R.Knuth
270. Dioscorea kituiensis Wilkin & Muasya
271. Dioscorea kjellbergii R.Knuth
272. Dioscorea knuthiana De Wild.
273. Dioscorea koepperi Standl.
274. Dioscorea koyamae Jayas.
275. Dioscorea kratica Prain & Burkill
276. Dioscorea kuntzei Uline ex Kuntze
277. Dioscorea lacerdaei Griseb.
278. Dioscorea laevis Uline
279. Dioscorea lamprocaula Prain & Burkill
280. Dioscorea lanata Balf.f
281. Dioscorea laurifolia Wall. ex Hook.f.
282. Dioscorea lawrancei R.Knuth
283. Dioscorea laxiflora Mart. ex Griseb.
284. Dioscorea lehmannii Uline
285. Dioscorea lepcharum Prain & Burkill
286. Dioscorea lepida C.V.Morton
287. Dioscorea leptobotrys Uline ex R.Knuth
288. Dioscorea liebmannii Uline
289. Dioscorea lijiangensis C.L.Long & H.Li
290. Dioscorea linearicordata Prain & Burkill
291. Dioscorea lisae Dorr & Stergios
292. Dioscorea listeri Prain & Burkill
293. Dioscorea litoralis Phil.
294. Dioscorea loefgrenii R.Knuth
295. Dioscorea loheri Prain & Burkill
296. Dioscorea longicuspis R.Knuth
297. Dioscorea longipedicellata Hoque, Lakshmin. & D.Maity
298. Dioscorea longipes Phil.
299. Dioscorea longirhiza Caddick & Wilkin
300. Dioscorea longituba Uline
301. Dioscorea lundii Uline ex R.Knuth
302. Dioscorea luzonensis Schauer
303. Dioscorea macbrideana R.Knuth
304. Dioscorea maciba Jum. & H.Perrier
305. Dioscorea macrantha Uline ex R.Knuth
306. Dioscorea macrothyrsa Uline
307. Dioscorea macvaughii B.G.Schub.
308. Dioscorea madecassa H.Perrier
309. Dioscorea madiunensis Prain & Burkill
310. Dioscorea maianthemoides Uline ex R.Knuth
311. Dioscorea mamillata Jum. & H.Perrier
312. Dioscorea mangenotiana J.Miège
313. Dioscorea mantigueirensis R.Knuth
314. Dioscorea margarethia G.M.Barroso, E.F.Guim. & Sucre
315. Dioscorea marginata Griseb.
316. Dioscorea martensis R.Knuth
317. Dioscorea martiana Griseb.
318. Dioscorea martini Prain & Burkill
319. Dioscorea matagalpensis Uline
320. Dioscorea matudae O.Téllez & B.G.Schub.
321. Dioscorea mayottensis Wilkin
322. Dioscorea megacarpa Gleason
323. Dioscorea megalantha Griseb.
324. Dioscorea megaphylla Ram.-Amezcua, O.Téllez & V.W.Steinm.
325. Dioscorea melanophyma Prain & Burkill
326. Dioscorea melastomatifolia Uline ex Prain
327. Dioscorea membranacea Pierre ex Prain & Burkill
328. Dioscorea menglaensis H.Li
329. Dioscorea meridensis Kunth
330. Dioscorea merrillii Prain & Burkill
331. Dioscorea mesoamericana O.Téllez & Mart.-Rodr.
332. Dioscorea mexicana Scheidw.
333. Dioscorea microbotrya Griseb.
334. Dioscorea microcephala Uline
335. Dioscorea microflora Raz
336. Dioscorea microphylla (Kunth) Greuter & J.Pérez
337. Dioscorea microura R.Knuth
338. Dioscorea mindanaensis R.Knuth
339. Dioscorea minima C.B.Rob. & Seaton
340. Dioscorea minutiflora Engl.
341. Dioscorea mitis C.V.Morton
342. Dioscorea mitoensis R.Knuth
343. Dioscorea modesta Phil.
344. Dioscorea mollis Kunth
345. Dioscorea monadelpha (Kunth) Griseb.
346. Dioscorea × monandra Hauman
347. Dioscorea morelosana (Uline) Matuda
348. Dioscorea moritziana (Kunth) R.Knuth
349. Dioscorea mosqueirensis R.Knuth
350. Dioscorea moultonii Prain & Burkill
351. Dioscorea moyobambensis R.Knuth
352. Dioscorea mucronata Uline ex R.Knuth
353. Dioscorea multiflora Mart. ex Griseb.
354. Dioscorea multiloba Kunth
355. Dioscorea multinervis Benth.
356. Dioscorea multispicata R.Knuth
357. Dioscorea mundii Baker
358. Dioscorea nako H.Perrier
359. Dioscorea namorokensis Wilkin
360. Dioscorea nana Poepp.
361. Dioscorea nanlaensis H.Li
362. Dioscorea natalia Hammel
363. Dioscorea neblinensis Maguire & Steyerm.
364. Dioscorea nelsonii Uline ex R.Knuth
365. Dioscorea nematodes Uline ex R.Knuth
366. Dioscorea nervata R.Knuth
367. Dioscorea nervosa Phil.
368. Dioscorea nicolasensis R.Knuth
369. Dioscorea nieuwenhuisii Prain & Burkill
370. Dioscorea nipensis R.A.Howard
371. Dioscorea nipponica Makino
372. Dioscorea nitens Prain & Burkill
373. Dioscorea nuda R.Knuth
374. Dioscorea nummularia Lam.
375. Dioscorea nutans R.Knuth
376. Dioscorea oaxacensis Uline
377. Dioscorea obcuneata Hook.f.
378. Dioscorea oblonga Gleason
379. Dioscorea oblongifolia Rusby
380. Dioscorea obtusifolia Hook. & Arn.
381. Dioscorea olfersiana Klotzsch ex Griseb.
382. Dioscorea oligophylla Phil.
383. Dioscorea omiltemensis O.Téllez
384. Dioscorea opaca R.Knuth
385. Dioscorea oppositiflora Griseb.
386. Dioscorea oppositifolia L.
387. Dioscorea orangeana Wilkin
388. Dioscorea orbiculata Hook.f.
389. Dioscorea oreodoxa B.G.Schub.
390. Dioscorea organensis R.Knuth
391. Dioscorea orientalis (J.Thiébaut) Caddick & Wilkin
392. Dioscorea orizabensis Uline
393. Dioscorea orthogoneura Uline ex Hochr.
394. Dioscorea oryzetorum Prain & Burkill
395. Dioscorea ovalifolia R.Knuth
396. Dioscorea ovata Vell.
397. Dioscorea ovinala Baker
398. Dioscorea palawana Prain & Burkill
399. Dioscorea paleata Burkill
400. Dioscorea pallens Schltdl.
401. Dioscorea pallidinervia R.Knuth
402. Dioscorea palmeri R.Knuth
403. Dioscorea panamensis R.Knuth
404. Dioscorea panthaica Prain & Burkill
405. Dioscorea pantojensis R.Knuth
406. Dioscorea paradoxa Prain & Burkill
407. Dioscorea pavonii Uline ex R.Knuth
408. Dioscorea pedalis (Uline ex R.Knuth) R.Couto & J.M.A.Braga
409. Dioscorea pedicellata Phil.
410. Dioscorea pencana Phil.
411. Dioscorea pendula Poepp. ex Kunth
412. Dioscorea pennellii R.Knuth
413. Dioscorea pentaphylla L.
414. Dioscorea peperoides Prain & Burkill
415. Dioscorea perdicum Taub.
416. Dioscorea perenensis R.Knuth
417. Dioscorea petelotii Prain & Burkill
418. Dioscorea philippiana Uline ex R.Knuth
419. Dioscorea piauhyensis R.Knuth
420. Dioscorea pierrei Prain & Burkill
421. Dioscorea pilcomayensis Hauman
422. Dioscorea pilgeriana R.Knuth
423. Dioscorea pilifera (Urb.) Raz
424. Dioscorea pilosiuscula Bertero ex Spreng.
425. Dioscorea pinedensis R.Knuth
426. Dioscorea piperifolia Humb. & Bonpl. ex Willd.
427. Dioscorea piscatorum Prain & Burkill
428. Dioscorea pittieri R.Knuth
429. Dioscorea planistipulosa Uline ex R.Knuth
430. Dioscorea plantaginifolia R.Knuth
431. Dioscorea platycarpa Prain & Burkill
432. Dioscorea platycolpota Uline ex B.L.Rob.
433. Dioscorea plumifera C.B.Rob.
434. Dioscorea pohlii Griseb.
435. Dioscorea poilanei Prain & Burkill
436. Dioscorea polyclados Hook.f.
437. Dioscorea polygonoides Humb. & Bonpl. ex Willd.
438. Dioscorea polystachya Turcz.
439. Dioscorea pomeroonensis R.Knuth
440. Dioscorea porulosa (R.Knuth) Raz
441. Dioscorea potarensis R.Knuth
442. Dioscorea praehensilis Benth.
443. Dioscorea prainiana R.Knuth
444. Dioscorea prazeri Prain & Burkill
445. Dioscorea preslii Steud.
446. Dioscorea preussii Pax
447. Dioscorea pringlei C.B.Rob.
448. Dioscorea proteiformis H.Perrier
449. Dioscorea psammophila R.Knuth
450. Dioscorea pseudocleistogama Raz & J.Pérez
451. Dioscorea pseudojaponica Hayata
452. Dioscorea pseudomacrocapsa G.M.Barroso, E.F.Guim. & Sucre
453. Dioscorea pseudorajanioides R.Knuth
454. Dioscorea pseudotomentosa Prain & Burkill
455. Dioscorea psilostachya (Kunth) Raz
456. Dioscorea pteropoda Boivin ex H.Perrier
457. Dioscorea pubera Blume
458. Dioscorea pubescens Poir.
459. Dioscorea pumicicola Uline
460. Dioscorea pumilio Griseb.
461. Dioscorea puncticulata R.Knuth
462. Dioscorea purdiei R.Knuth
463. Dioscorea putisensis R.Knuth
464. Dioscorea putumayensis R.Knuth
465. Dioscorea pynaertii De Wild.
466. Dioscorea pyrenaica Bubani & Bordère ex Gren.
467. Dioscorea pyrifolia Kunth
468. Dioscorea quartiniana A.Rich.
469. Dioscorea quinquefolia (L.) Raz
470. Dioscorea quinquelobata Thunb.
471. Dioscorea quispicanchensis R.Knuth
472. Dioscorea racemosa (Klotzsch) Mottet
473. Dioscorea raziae Greuter & J.Pérez
474. Dioscorea regnellii Uline ex R.Knuth
475. Dioscorea remota C.V.Morton
476. Dioscorea remotiflora Kunth
477. Dioscorea reticulata Gay
478. Dioscorea retusa Mast.
479. Dioscorea reversiflora Uline
480. Dioscorea richardhowardii Raz
481. Dioscorea ridleyi Prain & Burkill
482. Dioscorea riedelii R.Knuth
483. Dioscorea rimbachii R.Knuth
484. Dioscorea rockii Prain & Burkill
485. Dioscorea rosei R.Knuth
486. Dioscorea rumicoides Griseb.
487. Dioscorea rupicola Kunth
488. Dioscorea rusbyi Uline
489. Dioscorea sabarensis R.Knuth
490. Dioscorea sagittata Poir.
491. Dioscorea sagittifolia Pax
492. Dioscorea salicifolia Blume
493. Dioscorea salvadorensis Standl.
494. Dioscorea sambiranensis R.Knuth
495. Dioscorea sanchez-colini Matuda
496. Dioscorea sandiensis R.Knuth
497. Dioscorea sandwithii B.G.Schub.
498. Dioscorea sanpaulensis R.Knuth
499. Dioscorea sansibarensis Pax
500. Dioscorea santanderensis R.Knuth
501. Dioscorea santosensis R.Knuth
502. Dioscorea sarasinii Uline ex R.Knuth
503. Dioscorea saxatilis Poepp.
504. Dioscorea scabra Humb. & Bonpl. ex Willd.
505. Dioscorea schimperiana Hochst. ex Kunth
506. Dioscorea schubertiae Ayala
507. Dioscorea schunkei Ayala & T.Clayton
508. Dioscorea schwackei Uline ex R.Knuth
509. Dioscorea scorpioidea C.Wright
510. Dioscorea scortechinii Prain & Burkill
511. Dioscorea secunda R.Knuth
512. Dioscorea sellowiana Uline ex R.Knuth
513. Dioscorea semperflorens Uline
514. Dioscorea septemloba Thunb.
515. Dioscorea septemnervis Vell.
516. Dioscorea sericea R.Knuth
517. Dioscorea seriflora Jum. & H.Perrier
518. Dioscorea serpenticola Hoque & P.K.Mukh.
519. Dioscorea sessiliflora McVaugh
520. Dioscorea sexrimata Burkill
521. Dioscorea simulans Prain & Burkill
522. Dioscorea sincorensis R.Knuth
523. Dioscorea sinoparviflora C.T.Ting, M.G.Gilbert & Turland
524. Dioscorea sinuata Vell.
525. Dioscorea sitamiana Prain & Burkill
526. Dioscorea skottsbergii R.Knuth
527. Dioscorea smilacifolia De Wild. & T.Durand
528. Dioscorea sonlaensis R.Knuth
529. Dioscorea sororopana Steyerm.
530. Dioscorea soso Jum. & H.Perrier
531. Dioscorea spectabilis R.Knuth
532. Dioscorea sphaeroidea R.Couto & J.M.A.Braga
533. Dioscorea spicata Roth
534. Dioscorea spiculiflora Hemsl.
535. Dioscorea spongiosa J.Q.Xi, M.Mizuno & W.L.Zhao
536. Dioscorea sprucei Uline ex R.Knuth
537. Dioscorea standleyi C.V.Morton
538. Dioscorea stegelmanniana R.Knuth
539. Dioscorea stellaris R.Knuth
540. Dioscorea stemonoides Prain & Burkill
541. Dioscorea stenocolpus Phil.
542. Dioscorea stenomeriflora Prain & Burkill
543. Dioscorea stenopetala Hauman
544. Dioscorea stenophylla Uline
545. Dioscorea sterilis O.Weber & Wilkin
546. Dioscorea stipulosa Uline ex R.Knuth
547. Dioscorea strydomiana Wilkin
548. Dioscorea subcalva Prain & Burkill
549. Dioscorea subhastata Vell.
550. Dioscorea sublignosa R.Knuth
551. Dioscorea subnigra R.Knuth
552. Dioscorea subtomentosa Miranda
553. Dioscorea sumatrana Prain & Burkill
554. Dioscorea sumiderensis B.G.Schub. & O.Téllez
555. Dioscorea suratensis R.Knuth
556. Dioscorea sylvatica Eckl.
557. Dioscorea synandra Uline
558. Dioscorea syringifolia (Kunth) Kunth & R.H.Schomb. ex R.Knuth
559. Dioscorea tabatae Hatus. ex Yamashita & M.N.Tamura
560. Dioscorea tacanensis Lundell
561. Dioscorea tamarisciflora Prain & Burkill
562. Dioscorea tamoidea Griseb.
563. Dioscorea tamshiyacuensis Ayala
564. Dioscorea tancitarensis Matuda
565. Dioscorea tarijensis R.Knuth
566. Dioscorea tarmensis R.Knuth
567. Dioscorea tauriglossum R.Knuth
568. Dioscorea tayacajensis R.Knuth
569. Dioscorea temascaltepecensis R.Knuth
570. Dioscorea tenebrosa C.V.Morton
571. Dioscorea tenella Phil.
572. Dioscorea tentaculigera Prain & Burkill
573. Dioscorea tenuipes Franch. & Sav.
574. Dioscorea tenuiphyllum R.Knuth
575. Dioscorea tenuis R.Knuth
576. Dioscorea ternata Griseb.
577. Dioscorea theresensis (Uline ex R.Knuth) Raz
578. Dioscorea therezopolensis Uline ex R.Knuth
579. Dioscorea togoensis R.Knuth
580. Dioscorea tokoro Makino ex Miyabe
581. Dioscorea toldosensis R.Knuth
582. Dioscorea tomentosa J.Koenig ex Spreng.
583. Dioscorea torticaulis R.Knuth
584. Dioscorea trachyandra Griseb.
585. Dioscorea trachycarpa Kunth
586. Dioscorea traillii R.Knuth
587. Dioscorea transversa R.Br.
588. Dioscorea triandria Sessé & Moc.
589. Dioscorea trichantha Baker
590. Dioscorea trichanthera Gleason
591. Dioscorea trifida L.f.
592. Dioscorea trifoliata Kunth
593. Dioscorea trifurcata Hauman
594. Dioscorea trilinguis Griseb.
595. Dioscorea trimenii Prain & Burkill
596. Dioscorea trinervia Roxb. ex Prain & Burkill
597. Dioscorea trisecta Griseb.
598. Dioscorea trollii R.Knuth
599. Dioscorea truncata Miq.
600. Dioscorea tsaratananensis H.Perrier
601. Dioscorea tubiperianthia Matuda
602. Dioscorea tubuliflora Uline ex R.Knuth
603. Dioscorea tubulosa Griseb.
604. Dioscorea uliginosa Phil.
605. Dioscorea ulinei Greenm. ex R.Knuth
606. Dioscorea urceolata Uline
607. Dioscorea urophylla Hemsl.
608. Dioscorea uruapanensis Matuda
609. Dioscorea valdiviensis R.Knuth
610. Dioscorea vanvuurenii Prain & Burkill
611. Dioscorea variifolia Bertero
612. Dioscorea velutipes Prain & Burkill
613. Dioscorea vexans Prain & Burkill
614. Dioscorea vilis Kunth
615. Dioscorea villosa L.
616. Dioscorea volckmannii Phil.
617. Dioscorea wallichii Hook.f.
618. Dioscorea warburgiana Uline ex Prain & Burkill
619. Dioscorea warmingii R.Knuth
620. Dioscorea wattii Prain & Burkill
621. Dioscorea weberbaueri R.Knuth
622. Dioscorea widgrenii R.Knuth
623. Dioscorea wightii Hook.f.
624. Dioscorea wittiana R.Knuth
625. Dioscorea wrightii Uline ex R.Knuth
626. Dioscorea xizangensis C.T.Ting
627. Dioscorea yunnanensis Prain & Burkill
628. Dioscorea zentaroana Koidz.
629. Dioscorea zingiberensis C.H.Wright